# Некрашас, Эвалдас
Эвалдас Некрашас (лит. Evaldas Nekrašas, 29 мая 1945, Укмерге — 19 сентября 2023, Вильнюс) — литовский философ и политолог.

## Биография
Эвалдас учился во 2-й средней школе Укмерге. В 1962—1967 годах учился на математическом факультете Вильнюсского университета. С 1967 года преподавал в Вильнюсском университете, с 1986 года профессор; с 1984 года доктор философии.
Работал в Институте международных отношений и политических наук (с 2003 года заведующий кафедрой международных отношений) и на философском факультете Вильнюсского университета (1988—2003 гг., заведующий кафедрой философии). Он занимался исследовательской работой и преподавал в Гарвардском университете (США) и ряде университетов Западной и Восточной Европы. Преподавал курсы: Теории международных отношений, Национальная безопасность и внешняя политика Литвы, Политическая философия, Позитивистская философия, Позитивное мышление в современном мире.
В 1988—2013 гг. председатель Литовского общества философов. В 1991—1995 годах член Литовского научного совета. В 1992—1993 гг. Советник комиссии по иностранным делам Сейма Литовской Республики. В 1997—1999 годах Консультант МИД Литвы. В 1994—2011 гг. член-корреспондент Академии наук Литвы, в 2011—2020 гг. полноправный член, с 2020 года почётный член.
Автор пяти книг и 120 статей по истории философии, философии науки, политической философии и международной политике. Области научных интересов: позитивизм и постпозитивизм, политическая философия и международная политика, внешняя политика Литвы.

## Библиография

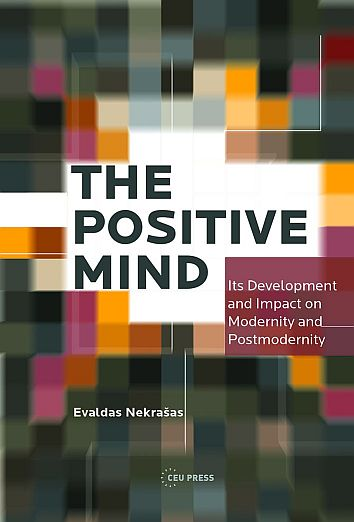
The Positive Mind

## Награды и почести
- 2003 — Рыцарский крест ордена «За заслуги перед Литвой»[лит.][6].